# استیون دوک-مک‌کنا
استیون دوک-مک‌کنا (انگلیسی: Stephen Duke-McKenna؛ زادهٔ ۱۷ اوت ۲۰۰۰) بازیکن فوتبال اهل بریتانیا است.
از باشگاه‌هایی که در آن بازی کرده‌است می‌توان به باشگاه فوتبال اورتون اشاره کرد.
وی همچنین در تیم ملی فوتبال گویان بازی کرده‌است.